# Breda Ba.88 Lince
Breda Ba.88 Lince, italienskt markattackflygplan från andra världskriget.
Prototypen, som flög första gången i oktober 1936, visade stor potential. Bredas testpilot slog flera hastighetsrekord med den, men när man sedan kompletterade prototypen med den militära utrustningen sjönk prestanda så mycket att man var tvungen att göra flera ändringar i konstruktionen, bland annat bytte man ut de ursprungliga Gnome-Rhône K-14-motorerna mot Piaggio-motorer. 
Den 16 juni 1940 gjorde Ba 88 sin första aktiva krigsinsats då 12 plan utförde en attack mot ett flygfält på Korsika. Tre dagar senare återvände 9 plan och upprepade attacken. När man analyserade resultatet av de två attackerna framgick det att Ba 88 bara hade ett begränsat värde som attackflygplan. Ännu sämre gick det när flygplanet började användas i Nordafrika; sandfiltren som monterats på motorerna fick dem att överhettas, vilket drastiskt minskade prestanda. En attack mot Sīdī Barrānī i september 1940 fick avbrytas då flygplanen varken kunde komma upp till rätt höjd, hålla formation eller hastighet.
Under november 1940 slutade man använda flygplanen i fält, strippade dem på all användbar utrustning och använde själva kroppen som skenmål vid flygfält. De Ba 88 som fortfarande byggdes vid denna tidpunkt gick nästan direkt till skroten. 
Tre Ba 88 byggdes 1942 som störtbombare, vingbredden ökades med 2 meter och Fiat A.47-motorer användes, beväpningen utökades fram med ännu en kulspruta och en dykbroms installerades. Den nya varianten flygtestades av Luftwaffepiloter under 1943 och det var det sista som hördes om Ba.88.